# غيانتسي
غيانتسي (بالإنجليزية: Gyantse)‏ هي بلدة تقع في الصين في Gyangzê County. يقدر عدد سكانها بـ 60,000 نسمة .

## المناخ
يظهر الجدول التالي التغييرات المناخية على مدار السنة لغيانتسي:
| البيانات المناخية لـغيانتسي       | البيانات المناخية لـغيانتسي | البيانات المناخية لـغيانتسي | البيانات المناخية لـغيانتسي | البيانات المناخية لـغيانتسي | البيانات المناخية لـغيانتسي | البيانات المناخية لـغيانتسي | البيانات المناخية لـغيانتسي | البيانات المناخية لـغيانتسي | البيانات المناخية لـغيانتسي | البيانات المناخية لـغيانتسي | البيانات المناخية لـغيانتسي | البيانات المناخية لـغيانتسي | البيانات المناخية لـغيانتسي |
| الشهر                             | يناير                       | فبراير                      | مارس                        | أبريل                       | مايو                        | يونيو                       | يوليو                       | أغسطس                       | سبتمبر                      | أكتوبر                      | نوفمبر                      | ديسمبر                      | المعدل السنوي               |
| --------------------------------- | --------------------------- | --------------------------- | --------------------------- | --------------------------- | --------------------------- | --------------------------- | --------------------------- | --------------------------- | --------------------------- | --------------------------- | --------------------------- | --------------------------- | --------------------------- |
| متوسط درجة الحرارة الكبرى °م (°ف) | 4.3 (39.7)                  | 6.2 (43.2)                  | 8.8 (47.8)                  | 12.6 (54.7)                 | 16.3 (61.3)                 | 19.4 (66.9)                 | 18.7 (65.7)                 | 17.8 (64.0)                 | 16.6 (61.9)                 | 13.1 (55.6)                 | 8.7 (47.7)                  | 5.7 (42.3)                  | 12.3 (54.2)                 |
| المتوسط اليومي °م (°ف)            | −4.9 (23.2)                 | −2.4 (27.7)                 | 0.9 (33.6)                  | 5.1 (41.2)                  | 9.0 (48.2)                  | 12.9 (55.2)                 | 13.1 (55.6)                 | 12.3 (54.1)                 | 10.6 (51.1)                 | 5.4 (41.7)                  | −0.2 (31.6)                 | −3.7 (25.3)                 | 4.8 (40.7)                  |
| متوسط درجة الحرارة الصغرى °م (°ف) | −14.1 (6.6)                 | −10.9 (12.4)                | −6.9 (19.6)                 | −2.3 (27.9)                 | 1.8 (35.2)                  | 6.4 (43.5)                  | 7.5 (45.5)                  | 6.9 (44.4)                  | 4.7 (40.5)                  | −2.2 (28.0)                 | −9.1 (15.6)                 | −13.0 (8.6)                 | −2.6 (27.3)                 |
| الهطول مم (إنش)                   | 0 (0)                       | 0 (0)                       | 2 (0.1)                     | 4 (0.2)                     | 15 (0.6)                    | 46 (1.8)                    | 93 (3.7)                    | 94 (3.7)                    | 43 (1.7)                    | 6 (0.2)                     | 2 (0.1)                     | 0 (0)                       | 305 (12.1)                  |
| المصدر: Climate-Data.org          |                             |                             |                             |                             |                             |                             |                             |                             |                             |                             |                             |                             |                             |